# Волнат-Гров (Міннесота)
Волнат-Гров (англ. Walnut Grove) — місто (англ. city) в США, в окрузі Редвуд штату Міннесота. Населення — 751 особа (2020).

## Географія
Волнат-Гров розташований за координатами 44°13′30″ пн. ш. 95°28′9″ зх. д. / 44.22500° пн. ш. 95.46917° зх. д. (44.224898, -95.469292).  За даними Бюро перепису населення США в 2010 році місто мало площу 2,75 км², уся площа — суходіл.

## Демографія
Згідно з переписом 2010 року, у місті мешкала 871 особа в 313 домогосподарствах у складі 210 родин. Густота населення становила 317 осіб/км².  Було 367 помешкань (133/км²).
Расовий склад населення:
| - 63,4 % — білих - 35,0 % — азіатів - 0,5 % — корінних американців - 1,0 % — осіб інших рас |

До двох чи більше рас належало 0,1 %. Частка іспаномовних становила 2,1 % від усіх жителів.
За віковим діапазоном населення розподілялося таким чином: 31,3 % — особи молодші 18 років, 49,4 % — особи у віці 18—64 років, 19,3 % — особи у віці 65 років та старші. Медіана віку мешканця становила 36,8 року. На 100 осіб жіночої статі у місті припадало 101,2 чоловіків;  на 100 жінок у віці від 18 років та старших — 92,3 чоловіків також старших 18 років.
Середній дохід на одне домашнє господарство  становив 43 141 долар США (медіана — 33 203), а середній дохід на одну сім'ю — 46 713 долари (медіана — 37 250). Медіана доходів становила 28 490 доларів для чоловіків та 22 159 доларів для жінок. За межею бідності перебувало 32,6 % осіб, у тому числі 59,6 % дітей у віці до 18 років та 13,3 % осіб у віці 65 років та старших.
Цивільне працевлаштоване населення становило 287 осіб. Основні галузі зайнятості: виробництво — 31,0 %, освіта, охорона здоров'я та соціальна допомога — 29,3 %, будівництво — 9,1 %, мистецтво, розваги та відпочинок — 8,7 %.